# Лыткин, Николай Александрович
Никола́й Алекса́ндрович Лы́ткин (19 августа 1910, Прилуки, Вологодский район — 27 сентября 1991, Москва) — советский оператор документального кино, фронтовой кинооператор во время Великой Отечественной войны. Лауреат Сталинской премии первой степени в области литературы и искусства (1942). Заслуженный деятель искусств РСФСР (1988).

## Биография
Родился 6 (19) августа 1910 года в селе Прилуки (ныне в составе города Вологды) Вологодской губернии. В 1933 году окончил операторский факультет Государственного института кинематографии и начал работать на киностудии «Мосфильм» помощником оператора («Весёлые ребята», «Хижина старого Лувена»). В 1935 году оператор Дальневосточной студии хроники в Хабаровске. С 1939 года — на Московской студии кинохроники.
В годы Великой Отечественной войны снимал на Северо-Западном (с 1941 года), Калининском (с 1943 года) фронтах. В период 1941—1942 годов работал в паре с Евгением Ефимовым. С ноября 1942 года по апрель 1943 года с группой кинохроникёров в составе Владислава Микоши, Василия Соловьёва, Рувима Халушакова находился в командировке в Великобритании и США. Группе было поручено снять планируемое открытие союзниками по антигитлеровской коалиции второго фронта, что состоялось уже после их возвращения в СССР.
В 1943 году был уволен из фронтовой киногруппы и отправлен рядовым на фронт. Участвовал в наступательной операции «Багратион». За мужество и отвагу, проявленную в боях, был представлен к ордену Славы III степени.
По поводу этих событий имеется несколько противоречащих друг другу версий. Так, ему якобы вменялось то, что он не отснял освобождение Смоленска, хотя в это время там работала другая фронтовая киногруппа, а сам он находился в районе Витебска. Некоторые выдвигали предположение, что он оказался причастен к каким-то инсценировкам при съёмках. По получившей распространение версии, изложенной Михаилом Посельским, оператор был отправлен в штрафбат за неподобающие съёмки руководящего состава. По словам Посельского, в конце войны руководство Главного политического управления РККА стало выдвигать претензии фронтовым кинооператорам за «малодушие», что наверху склонны были объяснять тем, что документалисты стали беречь свои жизни. В связи с такой постановкой вопроса в Москве решили затребовать на просмотр отснятую на фронте плёнку, ещё не прошедшую монтаж. Сотрудник лаборатории ЦСДФ взял первую попавшуюся ему коробку с отснятыми материалами и отвёз её на просмотр, который состоялся в кинозале ГУПП. Этой плёнкой оказались материалы Лыткина, которые он отснял по заданию редакции студии кинохроники. На ней были запечатлены бытовые эпизоды и сцены отдыха генерала А. И. Ерёменко, который в одних трусах делает зарядку, завтракает, бреется, играет на аккордеоне, играет в шахматы с другим генералом и т. п. Эта работа оператора была подвергнута резкой критике, его обвинили в трусости, он был лишён воинского звания капитана-инженера и переведён в штрафной батальон. Согласно этой версии, Лыткин считается единственным фронтовым кинооператором, награждённым орденом Славы в штрафном батальоне за храбрость. Эту версию отвергал Лыткин, который в своих мемуарах писал, что не был в штрафной роте, а его отправили на передовую тайным приказом, не задав ни одного вопроса: «Только потом я узнал о той „рубке леса“ в верхах, от которой полетели на передовую „щепки“ — я и редактор фронтовой газеты. Нужно было отстранить командующего фронтом. Для этого и было подстроено моё назначение — а командующего обвинили в том, что он „окружил себя подхалимами, которые расхваливали его в газете и снимали в кино“». Иосиф Маневич в своих воспоминаниях, ссылаясь на слова самого Лыткина, заявляет, что его отправили на передовую из-за конфликта с охраной Лаврентия Берии.
Осенью 1944 года назначен фотографом своей дивизии, после чего был возвращён в киногруппу в звании инженера-капитана. Был кинооператором во фронтовой группе режиссёра А. И. Медведкина, вёл съёмки в расположении 3-го Белорусского и 1-го Украинского фронтов. В том же году по инициативе Медведкина были организованы операторские группы, которые использовали для съёмок киноавтоматы, созданные на базе ППШ и 16 мм узкоплёночной американской кинокамеры «Белл-Хауэлл» (англ. Bell & Howell). Такие камеры поставлялись в СССР по программе ленд-лиза для комплектации самолётов, где их использовали в качестве кинопулемётов. Лыткину было поручено обучение навыкам операторской работы группы солдат и разведчиков во время ведения боя.
После окончания войны продолжил работу оператором ЦСДФ. С конца 1945 года работал в ряде стран в качестве представителя «Совэкспортфильма». В августе 1958 года назначен представителем «Совэкспортфильма» в Англии, после возвращения в СССР с 1961 года и до 1964 года — заместитель председателя ВО «Совэкспортфильм». Позже работал представителем этого объединения в Норвегии, затем в Швеции (до 1970 года).
Снимал сюжеты для кинопериодики: «Звёздочка», «Новости дня», «Советский спорт», «Союзкиножурнал». Автор книги воспоминаний «Как в кино. Записки кинохроникёра».
Член ВКП(б) с 1944 года, член Союза кинематографистов СССР (Москва).
Скончался 27 сентября 1991 года в Москве. Похоронен на Ваганьковском кладбище.

## Фильмография
Оператор
- 1937 — Биробиджан
- 1938 — В Уссурийской тайге
- 1938 — Слава героям Хасана (совм. с З. Бабасьевым, П. Русановым)
- 1938 — События на острове Хасан
- 1939 — Сахалин
- 1939 — Тигроловы
- 1939 — Хетагуровки
- 1940 — День нового мира
- 1941 — Освобождение Тихвина
- 1941 — По следу зверя (совм. с Н. Самгиным)
- 1943 — Комсомольцы (совм. с группой операторов)
- 1945 — Кёнигсберг (совм. с группой операторов)
- 1945 — В логове зверя (совм. с группой операторов)
- 1945 — Парад Победы (чёрно-белый вариант; совм. с группой операторов)
- 1945 — Сан-Франциско (совм. с Р. Халушаковым)
- 1949 — Шанхай
- 1950 — Победа китайского народа (совм. с группой операторов)
- 1951 — 1-е Мая 1951 года (совм. с группой операторов)
- 1951 — День Воздушного флота СССР (в титрах не указан)
- 1951 — Международное соревнование легкоатлетов (совм. с группой операторов)
- 1951 — На первенство СССР по футболу (совм. с группой операторов)
- 1956 — Парламентарии Уругвая в СССР (совм. с И. Грачёвым)
- 1956 — На Международной машиностроительной выставке в Турине
- 1957 — В Турине
- 1957 — Визит наших соседей (совм. с В. Трошкиным, А. Хавчиным)
- 1957 — На острове Цейлон (совм. с Е. Аккуратовым)
- 1958 — Стокгольм, который помнит Ленина (совм. с В. Микошей)
- 1969 — Поезд в революцию (совм. с В. Микошей)

Режиссёр
- 1939 — Сахалин
- 1939 — Тигроловы
- 1941 — По следу зверя (совм. с Н. Самгиным)
- 1956 — На Международной машиностроительной выставке в Турине
- 1957 — В Турине

## Награды и премии
- Сталинская премия первой степени (1942) — за фильм «День нового мира» (1940)[14][15]
- два ордена Отечественной войны I степени (25.4.1945; был представлен к ордену Красного Знамени; 6.4.1985)
- орден Славы III степени (18.8.1944)
- медаль «За победу над Германией в Великой Отечественной войне 1941-1945 гг.»
- заслуженный деятель искусств РСФСР (1988)